# نورس محب الثلج
النورس المحب للثلج (الاسم العلمي: Pagophila) هو جنس من الطيور يتبع فصيلة النورسية من الرتبة الزقزاقيات.

## أنواع
لهذا الجنس من الطيور نوع وحيد هو:
- النورس العاجي (الاسم العلمي: Pagophila eburnea)